# Ванчо Апостолски
Ванчо Апостолски (на македонска литературна норма: Ванчо Апостолски) е политик, общественик и председател на Председателството на Социалистическа република Македония.

## Биография
Роден е през 1925 година в Щип, тогава в Кралството на сърби, хървати и словенци. През 1944 г. става един от първите дописници на вестник „Нова Македония“. Пише редица статии и книги между които „Современите аспекти на великобугарскиот национализам“ (1981). Завършва политическа школа. Началник е на отдела на ЦК на МКП за пропаганда в чужбина. От август 1950 до края на 1951 е член на Управлението за агитация и пропаганда на ЦК на МКП. От юли 1956 до 1959 година е директор на отдела за информация към Изпълнителния съвет на СРМ. От 1960 до 1969 е републикански секретар на Изпълнителния съвет на СРМ. Между ноември 1973 и 1982 е генерален директор на НИП Нова Македония. От май 1969 е заместник-председател на Събранието на СРМ, членува в ЦК на МКП. В периода януари 1967-май 1969 е член на Секретариата на ЦК на МКП. От април 1982 до 25 април 1985 е член на Председателството на СРМ, а от 1985 до 1986 е председател на Председателството.